# Davor Rogić
Davor Rogić (* 27. Juli 1971 in Kroatien) ist ein kroatischer Schachspieler.
Die kroatische Einzelmeisterschaft konnte er 1993 in Zagreb gewinnen. Er spielte für Kroatien bei zwei Schacholympiaden: 1998 und 2000. Außerdem nahm er 1997 in Pula an den europäischen Mannschaftsmeisterschaften für die zweite Mannschaft teil. Im Jahr 1998 gewann er mit Kroatien in Portorož den Mitropapokal.
In Österreich spielte er für den SV Pillenkönig St. Veit an der Glan.
Im Jahre 1994 wurde ihm der Titel Internationaler Meister (IM) verliehen, 2006 der Titel Großmeister (GM). Seine höchste Elo-Zahl war 2602 im Januar 2011.
| Hier fehlt eine Grafik, die leider im Moment aus technischen Gründen nicht angezeigt werden kann. Wir arbeiten daran! |